# Armut in der Volksrepublik China
Auf Grund der klimatischen Bedingungen gab es in China seit Jahrtausenden immer wieder Hungersnöte. Sie wurden durch Dürren und Überschwemmungen verursacht. Der Kampf der Chinesen gegen diese Naturkatastrophen nimmt in der Geschichte Chinas einen großen Raum ein. Es war eine wesentliche Aufgabe des Kaisers, mit den Möglichkeiten der Zentralgewalt lokal auftretende Hungersnöte abzumildern. Diese Aufgabe nahm einen beträchtlichen Teil der Kapazitäten der chinesischen Regierung in Anspruch. Gestützt auf inneren Frieden und ertragreiche Landwirtschaft verdoppelte sich jedoch die Bevölkerungszahl vom Jahr 1760 bis 1860 von 200 Mio. auf 400 Mio. Menschen. Bei den beschränkten knappen Anbauflächen für Getreide gelang es der Landwirtschaft ab Beginn des 19. Jahrhunderts immer weniger, die immer weiter wachsende Bevölkerungszahl zu ernähren. China wurde zum „Land der Hungersnöte“ und die Zentralgewalt des Kaisers zerfiel. Für die 100 Jahre der zweiten Hälfte des 19. und der ersten Hälfte des 20. Jahrhunderts wird die Zahl der Hungertoten auf 100 Millionen geschätzt. Die Zahl ist aber wegen nicht existierender Bevölkerungsstatistiken sehr unsicher. Die vielleicht größte, aber auch letzte Hungersnot in China gab es während des Großen Sprungs nach vorn in den Jahren 1959 bis 1961. Seit der Öffnungspolitik Deng Xiaopings gibt es zwar keine Hungersnöte mehr, die Schere zwischen reichen und superreichen Chinesen auf der einen Seite und vielen nach wie vor sehr armen Chinesen geht aber wieder weit auseinander. Das Fehlen von Slums in China bedeutet nicht das Fehlen großer Armut bei breiten Schichten der Bevölkerung.

## Armut vor der Gründung der Volksrepublik (1949)
Von 1911 bis 1949 gab es keine Zentralgewalt mehr, sondern nur noch Kriegsparteien und Warlords. Es gab keine staatliche Unterstützung der Bevölkerung gegen Umweltkatastrophen mehr, sondern Zerstörung und Ausplünderung durch die verschiedensten Armeen bei gleichzeitigem weiteren Bevölkerungswachstum und geringen Ackerflächen. Es war nicht nur eine Zeit des Krieges, sondern auch eine Zeit der um sich greifenden großen Hungersnöte.
Thomas Heberer beschreibt die Misere der damaligen Zeit an dem folgenden Beispiel von Sichuan in den 1930er Jahren.
„In den 1930er Jahren brach in Sichuan, der bevölkerungsreichsten Provinz, eine Cholera-Epidemie aus. Ein französischer Arzt, der damals in der Hauptstadt dieser Provinz tätig war, legte dem Militärgouverneur von Sichuan einen Vorschlag zur Eindämmung der Epidemie vor. Dieser lehnte den Hilfsplan jedoch ab und entgegnete auf die verwunderte Frage des Arztes nach den Gründen: „Wissen Sie, dass Sichuan das fruchtbarste Gebiet des ganzen Reiches ist? Nicht ein Zoll ist ungenutzt, die Bauern haben zwei Ernten im Jahr und legen ihre Reisfelder bis zum Gipfel der Hügel an; wenn das Wasser fällt, pflanzen sie ihr Gemüse in das Flussbett, um die Möglichkeit einer weiteren Ernte zu versuchen. Jedoch reichen selbst in guten Erntejahren der Reis, das Korn, das Gemüse nicht aus, um das Volk zu ernähren, das sich jedes Jahr in ungeheuren Ausmaßen vermehrt. Die Bevölkerung ist zu dicht, die Hungersnot unvermeidlich; ich werde die Maßnahmen, die Sie so liebenswürdig waren, mir auseinanderzusetzen, nicht anwenden, aus dem einzigen Grund, weil sie 100.000 oder 200.000 Menschenleben retten würden... Wenn die Cholera sich ausbreitet, wird sie die unumgänglichen Lücken in der übervölkerten Provinz schaffen und dadurch den Überlebenden die Möglichkeit geben, zu essen und zu leben.“ An diesem Beispiel wird das Dilemma der Bevölkerungsexplosion deutlich: Katastrophen und Kriege, Seuchen und Hungersnot, Dürren und Überschwemmungen galten als „natürliche Reinigung“ der Bevölkerung.“
China, mit mehr als 20 Prozent der Weltbevölkerung aber nur 7 Prozent der Ackerfläche der Erde, schaffte es mit den damaligen Möglichkeiten nicht mehr, die Bevölkerung zu ernähren.
Die Situation der Menschen in der damaligen beschreibt Heberer durch ein Zitat zweier amerikanischer Journalisten aus den 1940er Jahren.
„Sie leben in solch unbeschreiblicher Armut, dass ein amerikanischer Leser, würde man diese alltägliche Armut zu Papier bringen, den gedruckten Zeilen nicht glauben würde. In China stirbt die Hälfte aller Menschen vor Erreichung des 30. Lebensjahres. Hunger, Demütigung und Gewalt kennzeichnen den gesamten Kontinent. Leichen auf den Straßen sind alltäglich. In Shanghai ist das morgendliche Einsammeln von Kinderarbeiterleichen vor Fabriktoren zur Routine geworden.
Schlagen, Auspeitschen, Folter und Erniedrigung der Landbewohner durch Beamte und Gendarmen ist Teil der Regierungsauthorität in den asiatischen Ländern. Diese Menschen leben von dem, was sie dem ausgelaugten Boden abringen können. Haben sie das Wetter gegen sich, kann sie nichts vor dem Verhungern retten.“
Die letzte große Hungersnot vor der Gründung der Volksrepublik China war 1943 in Henan mit geschätzten 5 Millionen Toten. Es folgten 1946 bis 1948 kleinere Hungersnöte.
Nach der Gründung der Volksrepublik China gab es ein Jahrzehnt deutlicher Besserung, aber von 1959 bis 1961 gab es eine Hungersnot während der Kampagne des Großen Sprungs nach vorn (Große Chinesische Hungersnot). Die Hungerkatastrophe war eine der schlimmsten, aber auch die letzte Hungersnot in China. Im Jahr 1981 wurden noch einmal die Nahrungsmittel knapp, eine Hungersnot konnte aber vermieden werden. Heute ist in China der Hunger, trotz weiterhin auftretender Dürren, kein akutes Problem mehr.

## Armut in der Zeit Maos (1949–1976)
China war in den 50er Jahren eines der ärmsten Länder der Welt. In der Rangliste des Zentrums für internationale Vergleiche der Universität von Pennsylvania wurde China als ärmstes Land eingestuft. Die Liste der ärmsten Länder zeigt die folgende Tabelle.
|                   | 1952          | 1957          |
| Ärmstes Land      | China 468     | China 568     |
| Zweitärmstes Land | Äthiopien 730 | Malawi 587    |
| Drittärmstes Land | Indien 840    | Äthiopien 750 |
| Viertärmstes Land | Pakistan 921  | Ghana 783     |
| Fünftärmstes Land | Uganda 989    | Indien 876    |

Bis vor 50 Jahren gab es in China immer Gegenden, in denen der Hunger herrschte. Die folgende Tabelle zeigt von Hungersnöten betroffene Menschen in den 1950er und 1960er Jahren. Bereits vor der Hungerskatastrophe von 1959 bis 1961 waren jährlich 20 bis 40 Millionen Menschen vom Hunger betroffen. Der Versuch die Armut Chinas innerhalb kurzer Zeit durch die Kampagne des Großen Sprungs nach vorn zu beenden, endete mit einer landesweiten Hungersnot. 20 bis 40 Mio. Menschen starben an Hunger.
| Von Hungersnöten betroffene Menschen in Millionen | Von Hungersnöten betroffene Menschen in Millionen | Von Hungersnöten betroffene Menschen in Millionen | Von Hungersnöten betroffene Menschen in Millionen | Von Hungersnöten betroffene Menschen in Millionen | Von Hungersnöten betroffene Menschen in Millionen | Von Hungersnöten betroffene Menschen in Millionen | Von Hungersnöten betroffene Menschen in Millionen |
| 1954                                              | 1956                                              | 1957                                              | 1958                                              | 1959                                              | 1960                                              | 1961                                              | 1963                                              |
| ------------------------------------------------- | ------------------------------------------------- | ------------------------------------------------- | ------------------------------------------------- | ------------------------------------------------- | ------------------------------------------------- | ------------------------------------------------- | ------------------------------------------------- |
| 24,4                                              | 20,1                                              | 41,3                                              | 19,8                                              | 97,7                                              | 129,8                                             | 218,1                                             | 70,8                                              |

Die folgende Tabelle zeigt die Kalorienmenge, die den Chinesen durchschnittlich täglich zur Verfügung stand.
| Zur Verfügung stehende Kalorienmenge pro Person (in kcal) | Zur Verfügung stehende Kalorienmenge pro Person (in kcal) | Zur Verfügung stehende Kalorienmenge pro Person (in kcal) | Zur Verfügung stehende Kalorienmenge pro Person (in kcal) | Zur Verfügung stehende Kalorienmenge pro Person (in kcal) | Zur Verfügung stehende Kalorienmenge pro Person (in kcal) | Zur Verfügung stehende Kalorienmenge pro Person (in kcal) | Zur Verfügung stehende Kalorienmenge pro Person (in kcal) |
| 1957                                                      | 1958                                                      | 1959                                                      | 1960                                                      | 1961                                                      | 1962                                                      | 1963                                                      | 1964                                                      |
| --------------------------------------------------------- | --------------------------------------------------------- | --------------------------------------------------------- | --------------------------------------------------------- | --------------------------------------------------------- | --------------------------------------------------------- | --------------------------------------------------------- | --------------------------------------------------------- |
| 2167                                                      | 2169                                                      | 1820                                                      | 1535                                                      | 1651                                                      | 1761                                                      | 1863                                                      | 2020                                                      |

Seit Gründung der Volksrepublik China hat sich die Bevölkerungszahl mehr als zweieinhalbfacht, was die Ernährung der Bevölkerung trotz aller Verbesserungen zu einem ständigen Problem werden ließ. Bis in die 1950er Jahre konnte die Bevölkerung noch mit den landwirtschaftlichen Ertragsflächen in der Ebene ernährt werden. Seit den 1960er Jahren wurde verstärkt Ödland und Schräglagen erschlossen, Ackerflächen wurden bewässert, Hänge wurden terrassiert. Immer mehr Bergwiesen wurden zu Ackerflächen verwandelt, mit der stetigen Gefahr der Bodenerosion. Chinesische Wissenschaftler verweisen auf die neuen Möglichkeiten durch die industrielle Unterstützung der Landwirtschaft, die Situation bleibt aber angespannt.
Zunächst wird die Versorgung der Bevölkerung mit Getreide in den ersten vier Jahrzehnten der Existenz der Volksrepublik China dargestellt. Man erkennt, dass sich die Pro-Kopf-Produktion von den 1950er Jahren bis in die 1970er Jahre nur wenig erhöht hat. Dies bedeutete, in den 1970er Jahren gab es zwar keine größeren Hungersnöte, es gab aber noch verbreiteten Hunger. Das Jahr 1979 war ein gutes Erntejahr, 1978 war ein schlechtes. Man sieht, die chinaweiten Ernteerträge schwanken erheblich.
| Getreideversorgung in China von 1953 bis 1988 in Kilogramm pro Person | Getreideversorgung in China von 1953 bis 1988 in Kilogramm pro Person | Getreideversorgung in China von 1953 bis 1988 in Kilogramm pro Person | Getreideversorgung in China von 1953 bis 1988 in Kilogramm pro Person | Getreideversorgung in China von 1953 bis 1988 in Kilogramm pro Person | Getreideversorgung in China von 1953 bis 1988 in Kilogramm pro Person |
| 1953                                                                  | 1957                                                                  | 1961                                                                  | 1962                                                                  | 1970                                                                  | 1978                                                                  |
| --------------------------------------------------------------------- | --------------------------------------------------------------------- | --------------------------------------------------------------------- | --------------------------------------------------------------------- | --------------------------------------------------------------------- | --------------------------------------------------------------------- |
| 191                                                                   | 203                                                                   | 153                                                                   | 165                                                                   | 187                                                                   | 195                                                                   |

| 1979 | 1980 | 1985 | 1986 | 1987 | 1988 | 2005 |
| ---- | ---- | ---- | ---- | ---- | ---- | ---- |
| 259  | 214  | 254  | 256  | 251  | 249  | 356  |

Das Jahr 1957 war ein gutes Erntejahr mit einer Ernte von 203 kg pro Kopf der Bevölkerung. Das Jahr 1961 war das schlimmste Jahr der Hungerkatastrophe von 1959 bis 1961 mit 153 kg pro Einwohner. Interessanterweise hat sich die Ernte im Jahr 1962, obwohl die Hungersnot im Wesentlichen vorbei war, nur auf 165 kg pro Einwohner erhöht. Trotz der allgemeinen Armut gelang es dem Staat mit Hilfe der Volkskommunen eine Grundversorgung der Bevölkerung zu gewährleisten. Ab Ende der 1980er Jahre hat sich die Produktion auf 250 kg Getreide pro Kopf erhöht. Es können Ernteausfälle verkraftet werden, ohne dass allgemeine Knappheit daraus entsteht. Die schlimmsten Dürren und Überschwemmungen der jüngeren chinesischen Geschichte geschahen in den 1990er Jahren und auch im Jahr 2010 gab es eine große Dürre, ohne dass dies größeren Einfluss auf die Ernährung der Bevölkerung gehabt hätte.

## Armut nach der Zeit Maos (ab 1977)

### Entwicklung der extremen Armut
Bei der Gründung der Volksrepublik China galt China als das Land der Hungersnöte. Dies hat sich seit Gründung der Volksrepublik China geändert. Die letzte große Hungersnot war 1959/60 beim „Großen Sprung nach vorn“. Trotzdem ist China nach wie vor ein Land, in dem ein großer Teil der Bevölkerung in Armut lebt. Jedoch lebten in der Volksrepublik China bereits im Jahr 2005 über 600 Millionen Menschen weniger in extremer Armut als noch im Jahr 1981.

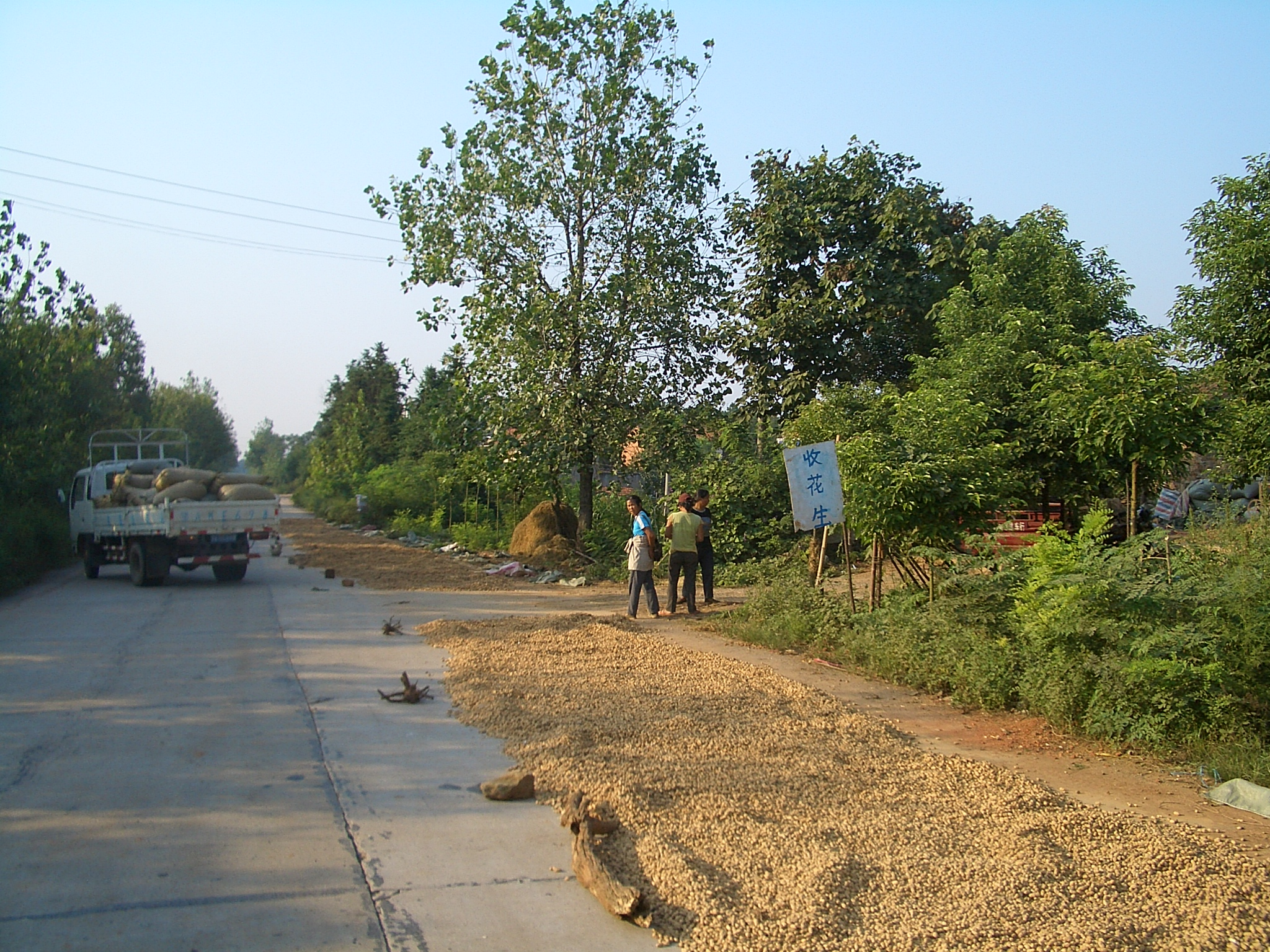
Erdnussaufkäufer in Wuhan

Der Erfolg im Kampf gegen die Armut begann mit den Wirtschaftsreformen im Jahr 1978 und zwischen 1981 und 2001 sank der Anteil der unter dem Existenzminimum lebenden Bevölkerung von 53 Prozent auf 8 Prozent. Seit Anfang der 1980er hat es in China, trotz seiner hohen Bevölkerungsrate und seinen klimatisch kritischen Gebieten, keine Hungersnöte mehr gegeben.
Der Erfolg dieser Armutsbekämpfung war jedoch nicht gleichmäßig. Die erste Hälfte dieses Erfolges wurde bereits in der ersten Hälfte der 1980er Jahre erreicht. Das weitere Zurückgehen der Armut war nicht mehr kontinuierlich, sondern es gab Rückschläge, besonders im Jahr 1989 und im Jahr 2000.
Durch die Reformen nach dem Tod Maos, besonders die Aufhebung der Kollektivierung der Landwirtschaft, wurde in den Jahren von 1981 bis 1987 der Anteil der Bevölkerung in extremer Armut auf ein Drittel gesenkt. Der allgemeine Wohlstand blieb jedoch gering. Die Liberalisierung des Arbeitsmarktes und die daraus folgende Verunsicherung der Bevölkerung bei gleichzeitiger deutlicher Erhöhung der Lebensmittelpreise führte 1989 zu Aufständen in chinesischen Städten, gegen die das Militär eingesetzt wurde. Zwischen 1987 und 2001 war es möglich, den Anteil der unter dem Existenzminimum lebenden Bevölkerung, mit einigen Rückschlägen, noch einmal zu halbieren. Die Entwicklung des Anteils der Bevölkerung, der unter dem Existenzminimum lebte, zeigt die folgende Tabelle.
| Jahr                   | 1981 | 1983 | 1985 | 1987 | 1989 | 1991 | 1993 | 1995 | 1997 | 1999 | 2001 |
| ---------------------- | ---- | ---- | ---- | ---- | ---- | ---- | ---- | ---- | ---- | ---- | ---- |
| Bevölkerung in Prozent | 52,8 | 30,4 | 17,6 | 16,8 | 23,4 | 22,2 | 20,0 | 14,7 | 9,3  | 7,6  | 8,0  |

Die Weltbank definiert das Existenzminimum in China mit einem Einkommen, das einem Jahreseinkommen von 850 Yuan für die Landbewohner und 1200 Yuan für die Stadtbewohner bei den Preisen von 2001 entspricht. Dies ergibt für 2007 ein Jahreseinkommen von ungefähr 95 Euro für die Landbevölkerung und 135 Euro für die Stadtbevölkerung. Dies ist weniger als die oft verwendete Grenze von einem Einkommen von einem Dollar pro Tag.
Auffallend ist der Anstieg der Armut im Jahr 1989. Es lebte damals fast ein Viertel der Chinesen unter dem Existenzminimum. Dies war neben den Demokratiedefiziten ein Hauptgrund für die Unruhen in Peking, die mit dem Tian’anmen-Massaker endeten. Diese durch Preisfreigaben erzeugte neue Armut konnte, wie die Tabelle zeigt, nur langsam wieder abgebaut werden. Noch 1994 lebten mit 17,0 % der Bevölkerung, prozentual gerechnet, wieder mehr Menschen unter dem Existenzminimum als 1987.

### Anzahl der Armen in China

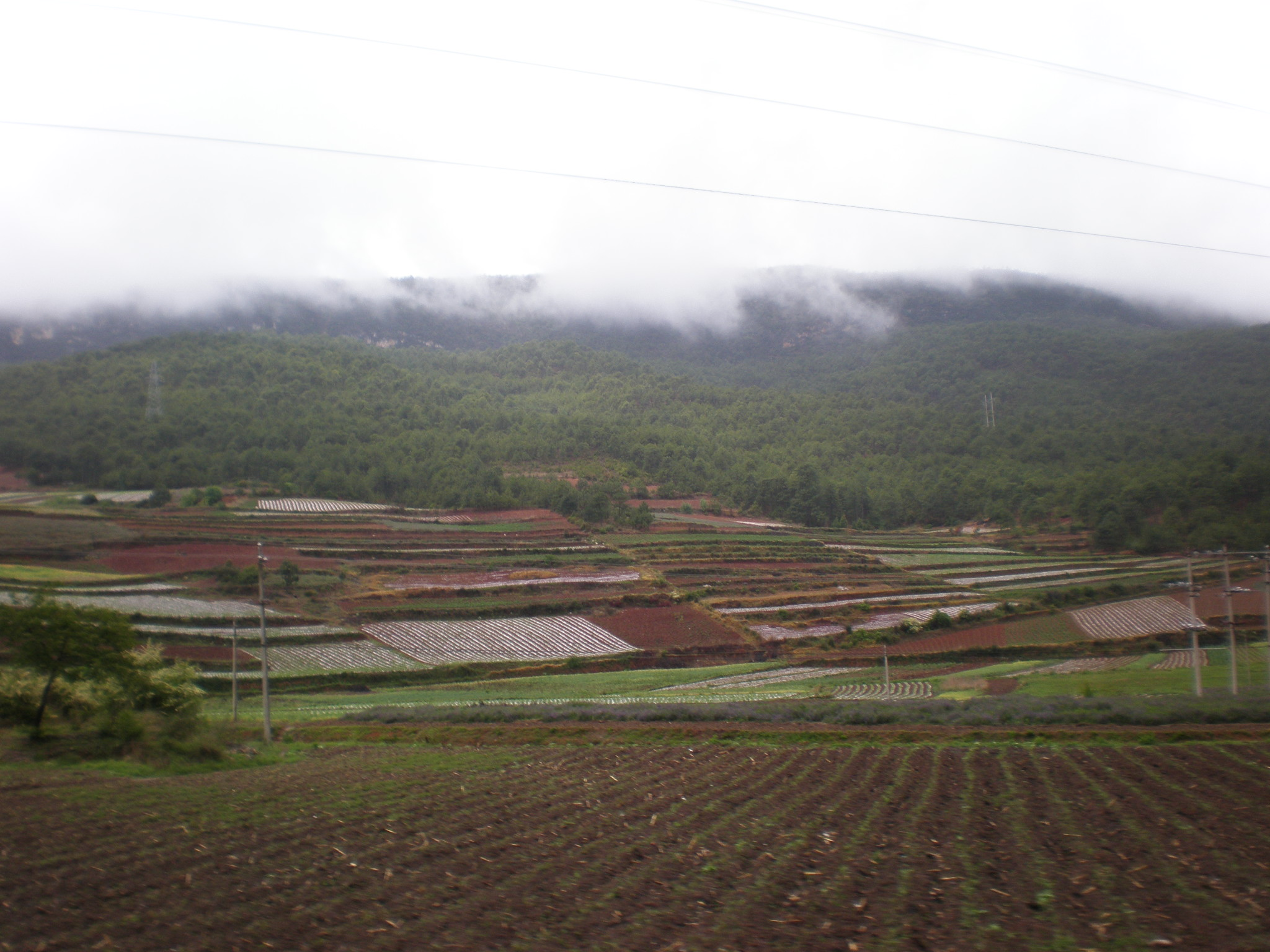
Felder in Yunnan

Nach dem Menschenrechtsbericht der UN lebten im Jahr 2007 34,9 % der Chinesen mit einem Einkommen (bei Kaufkraftparität zu Europa) von weniger als 2 US-Dollar pro Tag und 9,9 % der Chinesen mit einem Einkommen von weniger als einem US-Dollar pro Tag. 300 Millionen Chinesen aus den ländlichen Regionen haben keinen Zugang zu sauberem Trinkwasser.
Am 28. Mai 2020 sagte der chinesische Ministerpräsident Li Keqiang, dass es in China 600 Millionen Menschen mit niedrigem und mittlerem Einkommen und darunter gibt, und ihr durchschnittliches monatliches Einkommen bei etwa 1.000 Yuan (etwa 127 Euro) liegt.

### Einkommensgefälle zwischen Stadt- und Landbevölkerung
Über das Einkommensgefälle zwischen der Landbevölkerung und der Stadtbevölkerung gibt es sehr unterschiedliche Angaben. Offiziell ist das Verhältnis 1:2,5, inoffiziell wird aber auch ein Verhältnis von 1:5 abgeschätzt. In jedem Fall liegt die schlimmste Armut in China bei der Landbevölkerung. Nach offiziellen Angaben war das Einkommen der Landbewohner im ersten Halbjahr 2008 durchschnittlich 2528 Yuan, das sind umgerechnet etwa 40 Euro im Monat. Im Folgenden wird die Lage der Landbevölkerung etwas genauer dargestellt.

### Lage der Bauern in den 1990er Jahren
Während die Chinesen in der Stadt seit Mitte der 1990er Jahre eine Verbesserung der wirtschaftlichen Situation erlebten, ist der Aufschwung an der Bevölkerung auf dem Land weitgehend vorbeigegangen. Wenn man die zusätzlichen Kosten für die Bevölkerung infolge der „Liberalisierungen“, wie in der medizinischen Versorgung, mit einrechnet, dann verdienten die Chinesen auf dem Land im Jahr 2000 nicht mehr als vor 10 oder 15 Jahren. Während sich die Provinzen an der Küste mit den städtischen Zentren dynamisch entwickelten, verblieben die ländlich geprägten Provinzen des Binnenlandes in Armut. Sie hatten den Umbau der Wirtschaft in den Städten über niedrig festgelegte Abnahmepreise für ihre Produkte zu finanzieren. Seit Ende der 1980er Jahre bis Ende der 1990er Jahre wurden die Aufkaufpreise für die Lebensmittel vom Staat gesenkt. Nur durch billige Lebensmittel waren die massiven Arbeitsplatzverluste in den alten Industrien beim Wirtschaftsumbau in den 90er Jahren politisch zu verkraften.

### Entwicklungen seit der Jahrtausendwende

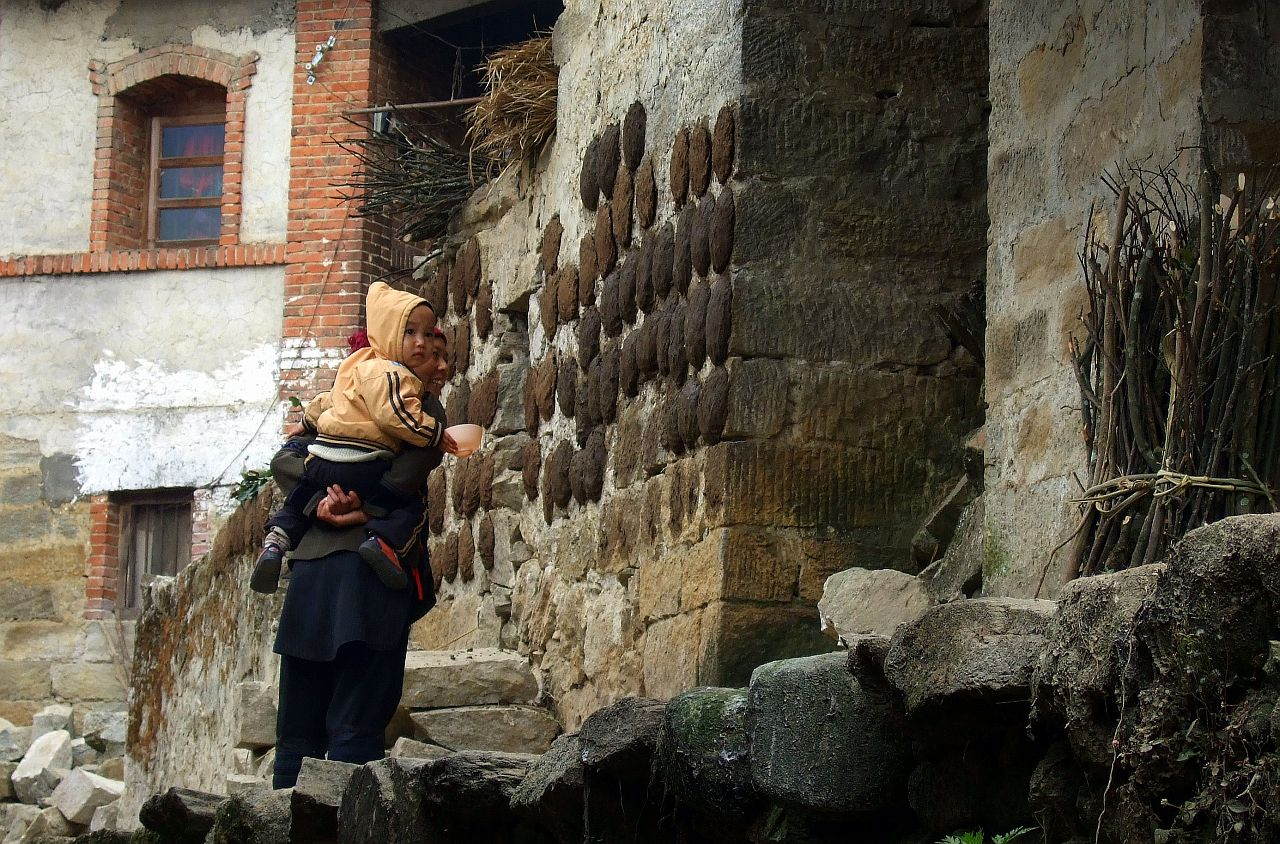
Wasserbüffeldung als Brennmaterial an der Wand klebend (Yunnan)

Nach den Erfolgen in der Entwicklung der Industrie bekam seit der Jahrtausendwende die Lage der Bauern in der chinesischen Politik wieder einen höheren Stellenwert und rückte mit dem Amtsantritt von Hu Jintao als Staatspräsident im Jahr 2003 ins Zentrum der chinesischen Innenpolitik. Ermöglicht durch das Wirtschaftswachstum der Küstenregionen gibt es bereits deutliche Verbesserungen für die Landbewohner.

#### Beschneidung lokaler Steuern
Mit der Steuerreform des Jahres 2000 wurden viele Abgaben der Bauern, die bisher lokal und oft willkürlich festgesetzt wurden, abgeschafft, und der Agrarsteuer als einziger Steuer zugeschlagen, auf lokaler Ebene durfte darüber hinaus nur noch ein Zuschlag von bis zu 20 % der Agrarsteuer für lokale Aufgaben erhoben werden. Dies wurde offiziell mit dem Schlagwort „ein Gesamt und ein Zusatz“ den Bauern vorgestellt. Durch diese Steuerreform gab es erstmals Rechtssicherheit für die Landbevölkerung bezüglich ihrer Abgabenlast.

#### Einführung beschränkter Freizügigkeit
Im Jahr 2005 wurde den Bauern von 11 der 23 chinesischen Provinzen, über 200 Millionen Menschen, erlaubt, ihr Dorf zu verlassen und in ausgewählte Städte zu ziehen. Bis zu diesem Zeitpunkt war es ihnen, wie jedem Bürger aus der Landbevölkerung, nicht erlaubt, sich ohne Genehmigung in einer Stadt niederzulassen. Ein schrittweiser Ausbau dieser Freizügigkeit ist zurzeit in der politischen Diskussion. Die Bauern können ihre Produkte inzwischen auch frei verkaufen und müssen sie nicht mehr zu staatlich vorgegebenen Preisen an den Staat abgeben. Ermöglicht wurde diese Entwicklung durch den Ausbau der Infrastruktur Chinas. Zum Beispiel erreichen durch die neuen Autobahnen Früchte der armen Südprovinzen jetzt innerhalb von zwei Tagen die reichen Küstenstädte und können entsprechend vermarktet werden. Jedoch ist bis heute der Staat der Abnehmer des überwiegenden Anteils der Agrarprodukte.

#### Abschaffung der Agrarsteuer
Bis zum Jahr 2006 gab es zwischen den städtischen und den ländlichen Gebieten ein unterschiedliches Steuersystem. Während in der Stadt Einkommensteuer gemäß dem Einkommen zu bezahlen war, wurde auf dem Land eine Steuer abhängig von der bewirtschafteten Fläche eines Betriebs erhoben. Diese Agrarsteuer wurde im Jahr 2006 abgeschafft und durch die gleiche Einkommensteuer wie in den Städten ersetzt. Da das Einkommen der meisten Bauern jedoch nur einen Bruchteil der Einkommen der Städter beträgt, liegt das Einkommen der Bauern meist unter dem Mindesteinkommen für die Besteuerung, die meisten Bauern zahlen also gar keine Einkommensteuer mehr. Außerdem gibt es inzwischen direkte Subventionen der Regierung an die Bauern, zum Beispiel für Düngemittel, und Subventionen an die Gemeinden.

#### Landbewohner kommen als Wanderarbeiter in die Städte

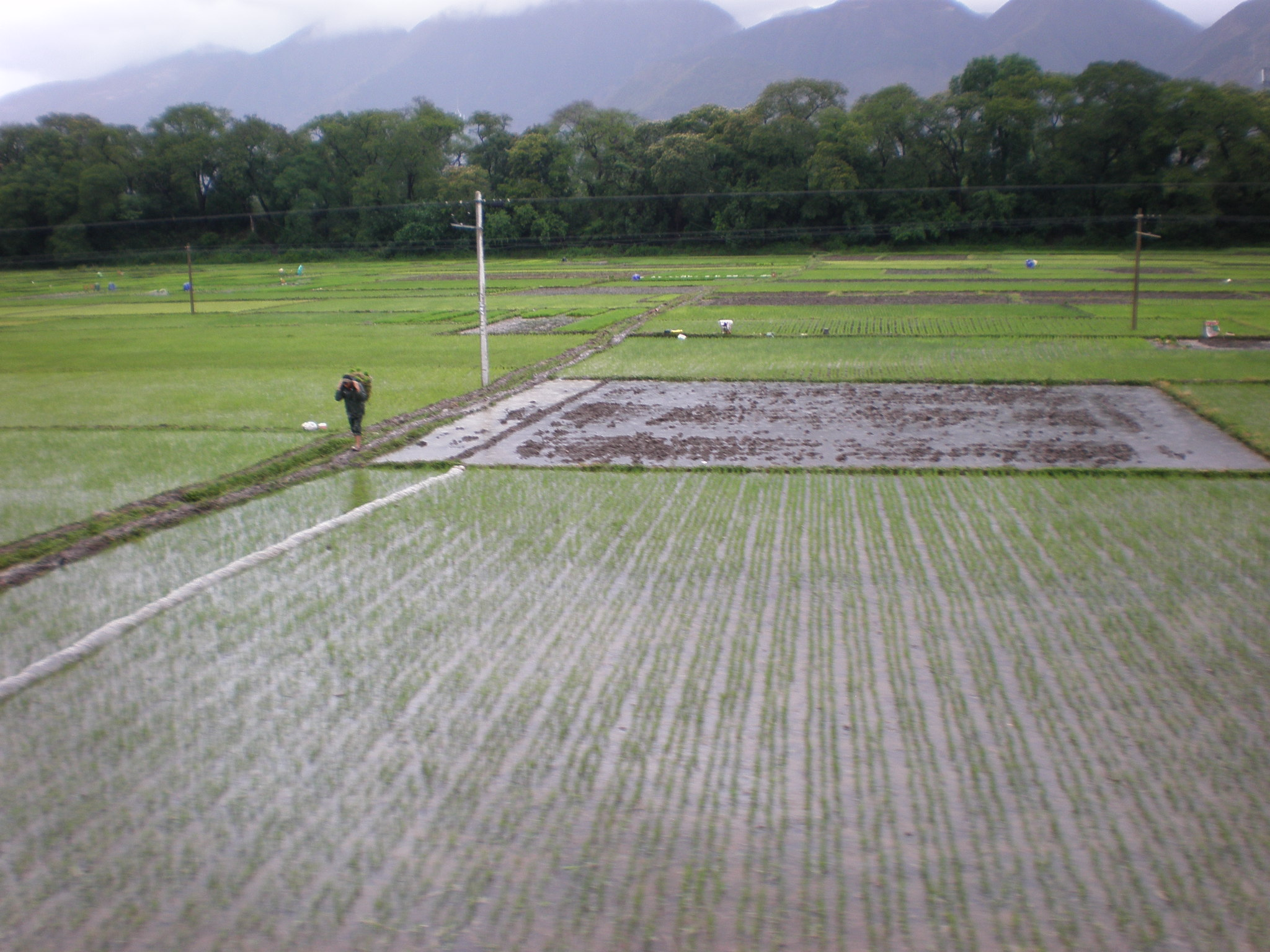
Reisfelder in Yunnan

In China ist es bis heute einem Landbewohner nicht erlaubt, sich in einer Stadt ohne Aufenthaltserlaubnis niederzulassen. Es wurden in den letzten Jahren aber immer mehr zeitlich begrenzte Aufenthaltserlaubnisse für Arbeiter aus der Landbevölkerung ausgestellt. Während es 1994 noch ungefähr 40 Millionen solcher so genannten Wanderarbeiter gab, hat ihre Zahl bis heute auf 100 bis 200 Millionen, die Schätzungen gehen sehr auseinander, zugenommen.
Die Wanderarbeiter verdienen meist immer noch schlecht, aber die Durchschnittslöhne der Wanderarbeiter sind in den letzten Jahren deutlich gestiegen, von 2005 bis 2007 stiegen die Niedriglöhne jeweils um 30 Prozent und lag 2011 bei 5600 Yuan (dies entspricht 560 Euro) im Jahr. Die Überweisungen der Wanderarbeiter an ihre Familien sind zu einer bedeutenden Finanzierungsquelle für die Landbevölkerung geworden. Im Jahr 2007 wurden insgesamt 62 Milliarden Euro aus den Städten zu Familienangehörigen auf das Land geschickt. Für viele Bauern ergibt sich nun erstmals die Möglichkeit, Geld für die Ausbildung der Kinder zu verdienen.
Zu Beginn des Jahres 2008 trat das neue Arbeitsvertragsrecht in Kraft. Durch dieses neue Arbeitsrecht wird für alle 800 Millionen Beschäftigten in China, also auch für alle Wanderarbeiter, ein Arbeitsvertrag, der die gesetzlich vorgeschriebenen Mindeststandards, das betrifft festgelegten Lohn, geregelte Arbeitszeiten, Kranken- und Rentenversicherung, einhalten muss, verpflichtend. Allerdings wird gegen das Gesetz heute noch oft verstoßen und viele Wanderarbeiter müssen immer noch, jetzt jedoch illegal, ohne Absicherung durch einen Arbeitsvertrag arbeiten.

### Einkommensverteilung 2012
| Quantile der Bevölkerung | Verdienst in Renminbi | Verdienst in US-Dollar |
| ------------------------ | --------------------- | ---------------------- |
| 05 %                     | 01.000 ¥              | $ 0170                 |
| 10 %                     | 02.000 ¥              | $ 0340                 |
| 25 %                     | 04.500 ¥              | $ 0765                 |
| 50 %                     | 09.000 ¥              | $ 1530                 |
| 75 %                     | 15.900 ¥              | $ 2703                 |
| 90 %                     | 25.800 ¥              | $ 4386                 |
| 95 %                     | 34.300 ¥              | $ 5831                 |

Laut einer Studie der Peking-Universität verdienten die reichsten 5 Prozent der chinesischen Bevölkerung im Jahr 2012 das 34-fache der ärmsten 5 Prozent. Die reichsten 10 Prozent der Bevölkerung verdienen somit 18-mal mehr als die ärmsten 10 Prozent; in Deutschland beträgt das gleiche Verhältnis zum Vergleich 6,9.

### Hauptproblem der Bauern

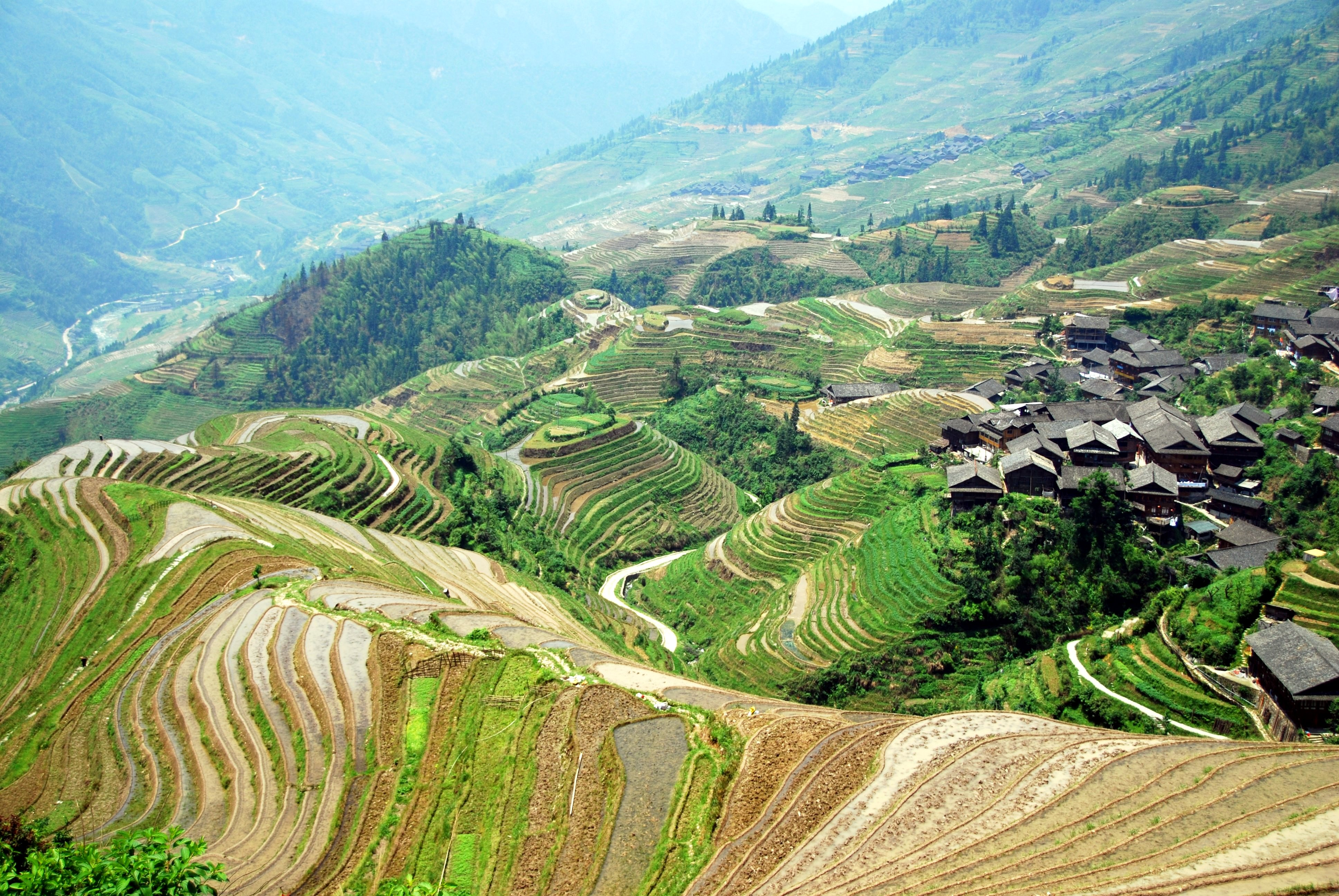
Reisfelder in Longsheng

Bei allen Verbesserungen im Detail ist das Hauptproblem der chinesischen Bauern jedoch erst ansatzweise gelöst. Es gibt in China für das zur Verfügung stehende Land zu viele Bauern, und deshalb haben die meisten Bauern zu wenig Land zum Bewirtschaften. In Zentralchina hat eine Person im Durchschnitt nur 10 Ar (1000 Quadratmeter) Land zur Verfügung. Die Landbevölkerung Chinas beträgt ungefähr 800 Millionen Menschen, für die Bewirtschaftung des Landes werden aber, selbst beim Einsatz nur einfacher Mittel, nur 100 Millionen Menschen gebraucht. Solange nicht Industrie in Zentralchina aufgebaut wird, werden die Bauern arm bleiben. Zum Aufbau von Industrie bedarf es aber des Aufbaus der entsprechenden Infrastruktur, besonders für den Transport und die Energieversorgung, was in den letzten Jahren mit Nachdruck betrieben wird. 48 % aller staatlichen Investitionen wurden im Jahr 2007 für den Aufbau der Infrastruktur im ländlichen Raum verwendet. Der Aufbau von Infrastruktur in Zentralchina wird seit dem Jahr 2005 im Rahmen des Entwicklungsplans „Rise of Central China“ zusammengefasst. Erfolge sind bereits sichtbar. Unterstützt durch die verkehrsmäßige Anbindung an die florierenden Küstenstädte, erwirtschaftet die Landbevölkerung 2011 bereits mehr als die Hälfte ihres trotzdem noch geringen Einkommens außerhalb der Landwirtschaft.

### Diskriminierung der Landbevölkerung

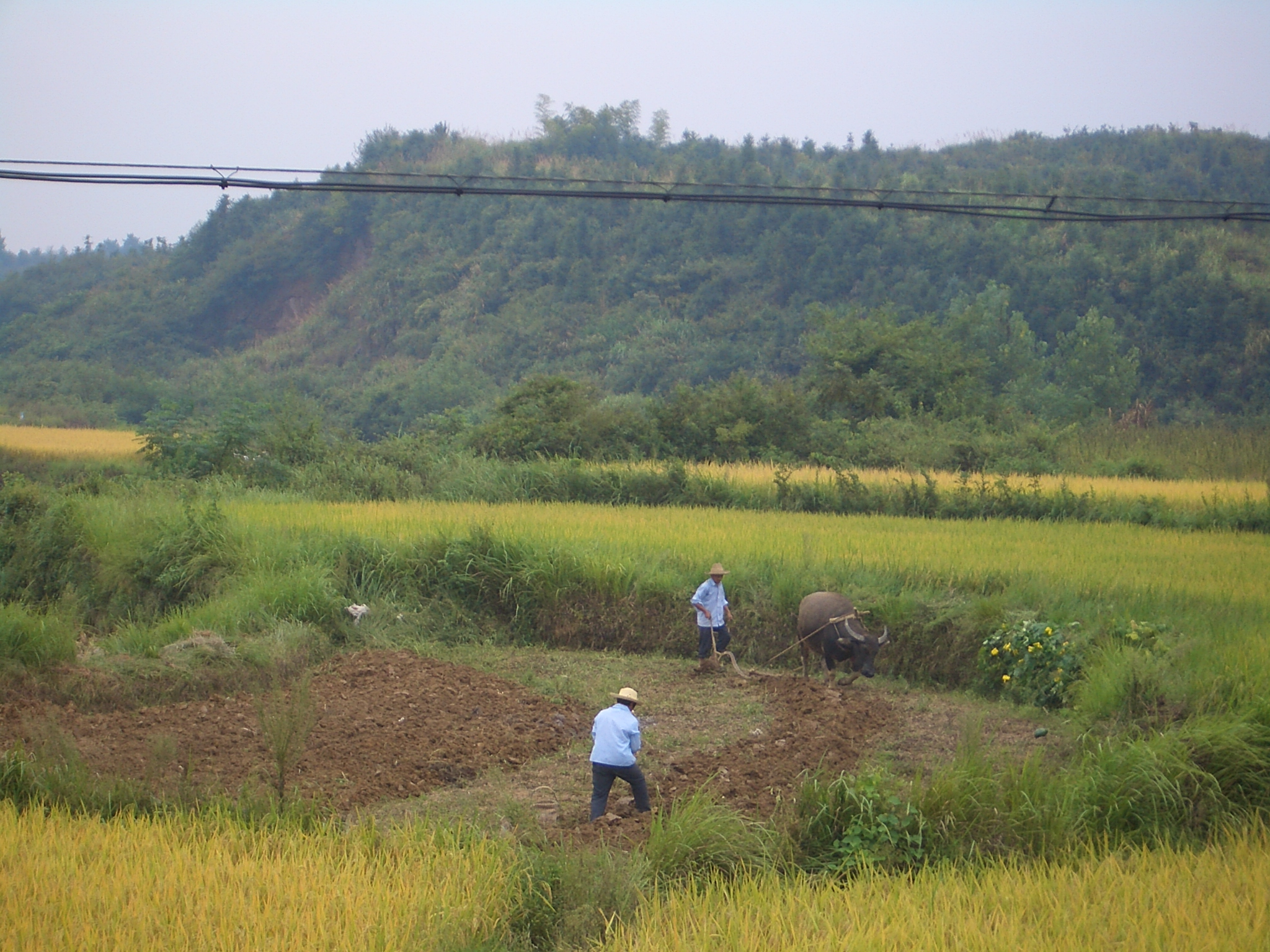
Landarbeit in Hubei

Seit Jahren ist das chinesische Einwohnermeldesystem (Hukou) in der politischen Diskussion. In diesem Meldesystem wird einer Person das amtliche Attribut „Stadtbewohner“ oder „Landbewohner“ zugewiesen. Gemäß den Bestimmungen des Meldesystems darf sich ein „Landbewohner“ nur dann in einer Stadt niederlassen, wenn er eine Aufenthaltsgenehmigung für die Stadt bekommt. Bekommt er diese Aufenthaltsgenehmigung, dann bleibt er von seinem Personenstand her aber immer noch „Landbewohner“, und dies bleibt er auch dann noch, wenn er schon jahrelang in einer Stadt wohnt und arbeitet. Viele staatliche Leistungen, besonders in der Sozialpolitik, wie medizinische Versorgung, Sozialhilfe oder die Erlaubnis die Familie nachkommen zu lassen, gelten aber nur für die „Städter“, nicht für die „Landbewohner“. Damit bleiben die in den Städten lebenden „Landbewohner“, wie ihre auf dem Land lebenden Verwandten, von diesen Leistungen oder Freizügigkeiten ausgeschlossen und sind Bürger zweiter Klasse. In Notlagen hilft nicht der Staat, sondern die „Landbewohner“ sind auf eine, in der Regel gut funktionierende, Solidarität mit „Verwandten“ aus der Heimatregion angewiesen.
Seit Jahren kämpft die Gruppe um den Parteivorsitzenden und Staatspräsidenten Hu Jintao für eine Änderung dieser Bestimmungen und im Prinzip ist es klar, dass man die ungefähr 500 Millionen Menschen, die entweder in den letzten Jahren bereits in die Städte kamen oder in den nächsten Jahren sich auf Dauer in den Städten niederlassen werden, nicht einfach als „Landbevölkerung“, als „zeitweilige Gastarbeiter“ und als Bürger zweiter Klasse behandeln darf.
Schon heute ist die Situation angespannt. Zum Beispiel wird für die Stadt Shenzhen eine Bevölkerung von mehr als 10 Millionen Menschen geschätzt. Davon gelten aber nur 1,5 Millionen Menschen als Einwohner von Shenzhen. Drei Millionen Menschen haben ein permanentes Aufenthaltsrecht, während über 5 Millionen Menschen als ländliche Wanderarbeiter, mit befristeten und immer wieder kurzfristig verlängerten Aufenthaltserlaubnissen, gelten. Viele dieser „Wanderarbeiter“ leben aber schon seit Jahren in Shenzhen, sie haben auf dem Land keine Zukunft und wollen nicht zurückkehren, sondern sie wollen ihre Familien nachholen, um in der Stadt eine Existenz aufzubauen, dies ist ihnen aber verboten.
Es gab einige Änderungen im Einwohnermeldesystem im Jahr 2005, es gibt aber anhaltenden Widerstand der reichen Küstenstädte gegen größere Änderungen. Sie argumentieren, dass sie gar nicht in der Lage sind, den einer Lockerung der Restriktionen folgenden Zuzug von Menschen zu verkraften. Feste Pläne für die Beendigung der Restriktionen konnten deshalb bisher nicht durchgesetzt werden. Aktuell wird versucht, die Bestimmungen des Melderegisters schrittweise und auf lokaler Basis zu verändern. So gibt es beispielsweise für den Bezirk Chongqing mit 32 Millionen Einwohnern eine Planung bis zum Jahr 2020 für Lockerungen der Restriktionen für Umzüge innerhalb des Bezirks.
Allgemein drängt die Regierung darauf, Möglichkeiten zu schaffen, dass Bürger, welche längere Zeit in einer Stadt leben und ein festes Einkommen haben, den Status als „Städter“ erhalten können, und es sollen einige Nachteile, die mit dem Status „Landbewohner“ verbundenen sind, schrittweise aufgehoben werden. Das zu Beginn des Jahres 2008 in Kraft getretene neue Arbeitsvertragsrecht ist ein Schritt in dieser Richtung.

### Entwicklungsprogramme

Die Gebiete Chinas für die
Entwicklungsprogramme:
rot: Gebiete für die „Great Western Development“
lila: Gebiete für das „Revitalize Northeast“ Programm
gelb: Gebiete für den „Rise of Central China“ Plan
orange: Wirtschaftlich entwickelte Gebiete an der Küste (ohne Entwicklungsprogramm)

Entwicklungsprogramme sollen die armen Regionen Chinas wirtschaftlich entwickeln und die Armut in diesen Regionen reduzieren. Diese Programme werden unter den folgenden Überbegriffen zusammengefasst:
- Great Western Development Plan: Dieses Programm wurde geschaffen, um die Gebiete im Westen Chinas wirtschaftlich zu entwickeln. Es begann im Jahr 1999.[46] Nach einem Zwischenbericht im Jahr 2005 wurden in den Jahren 2000 bis 2004 umgerechnet über 100 Milliarden US-Dollar in die Infrastruktur des Gebiets investiert.[47]
- Revitalize Northeast China Plan: Der Nordosten Chinas war in früheren Jahrzehnten ein wirtschaftlicher Schwerpunkt, hat jedoch im Rahmen des Umbaus der Wirtschaft massiv an Leistungskraft verloren. Durch dieses Programm soll die Region wieder gestärkt werden. Die Region besteht aus den drei Provinzen Heilongjiang, Jilin und Liaoning. Das Programm startete im Jahr 2004.[48]
- Rise of Central China Plan: In diesem 2005 begonnenen Plan werden Programme zur wirtschaftlichen Entwicklung in Zentralchina zusammengefasst. Zentralchina besteht aus den sechs Provinzen Shanxi, Henan, Anhui, Hubei, Hunan, und Jiangxi.[49][50]
- Aufbau neuer sozialistischer Dörfer: Im Jahr 2006 wurde von der Zentralregierung mittels eines „Dokuments Nr.1“ Vorgaben zum „Aufbau der neuen sozialistischen Dörfer“ festgelegt. Dabei steht der Bau besseren Wohnraums, Ausbau der Infrastruktur und Schaffung von Arbeitsplätzen außerhalb der Landwirtschaft im Vordergrund.

### Der Menschenrechtsplan für die Jahre 2009 bis 2011
Im April 2009 hat die chinesische Regierung den Aktionsplan über Menschenrechte in Gang gesetzt. Nach zwei Jahren wurde von der Staatsführung Bilanz gezogen. Auf einer Konferenz in Beijing spricht Wang Chen, der Leiter des Pressebüros beim chinesischen Staatsrat, über die Ergebnisse aus der Sichtweise der Regierung:
„In den vergangenen zwei Jahren ist das Bruttoinlandsprodukt Chinas jährlich durchschnittlich um 9,77 Prozent gewachsen. 2010 verzeichnete das tatsächliche Einkommen der Bevölkerung auf der Stadt- und Kreisebene ein Wachstum von 11,3 Prozent pro Person, während das Nettoeinkommen der Bauern um 14,9 Prozent zunahm. 22,7 Millionen Menschen in den Städten und Kreisen haben eine neue Arbeit gefunden. Über 90 Prozent der städtischen und ländlichen Bevölkerung verfügt mittlerweile über eine Krankenversicherung. Und alle schulpflichtigen Kinder können die neunjährige Schulpflicht absolvieren.“
Laut Wang Chen arbeitet die chinesische Regierung derzeit an einen Nachfolgeprogramm für den Zeitraum zwischen 2012 und 2015.

### Aktuelle Armut am Beispiel von Hongkong
Die Stadt Hongkong mit ihren sieben Millionen Einwohnern ist eine der modernsten und reichsten Metropolen der Welt. Die Hafenstadt verdankte ihren Aufstieg dem stetigen Zustrom von Flüchtlingen aus China sowie der unmittelbaren Nähe zur Volksrepublik, für die sie ein wichtiges Bindeglied zum Weltmarkt bildete. Die inzwischen deindustrialisierte Finanz- und Dienstleistungsmetropole Hongkong hat einen Mindeststundenlohn von 37,5 HKD. Hongkong hat prozentual die meisten Milliardäre der Welt. Der einheitliche Steuersatz beträgt fünfzehn Prozent, jedoch gibt es keine Steuern auf Kapitalerträge oder Aktiengewinne. Im Januar wurde die Stadt zum sechzehnten Mal in Folge von der konservativen amerikanischen Heritage Foundation und dem Wall Street Journal zur freiesten Ökonomie der Welt gekürt.
In den letzten Jahren hat sich die Ungleichheit der Vermögensverteilung in Hongkong immer weiter verstärkt. Der Gini-Koeffizient der Einkommensverteilung (bei dem 0 völlige Gleichheit und 100 völlige Ungleichheit bedeutet) zeigte 2007 mit 43,4 die ungleicheste Einkommensverteilung aller hoch entwickelten Länder der Welt auf. (USA: 40,8 Schweiz: 33,7 Deutschland: 28,3). Trotz hohen Reichtums leben 18 Prozent der Bevölkerung unterhalb der Armutsgrenze. 44,7 % der Bevölkerung leben in public housing, Singles können dies bis zu einem Monatseinkommen von 11.540 HKD, Ehepaare bis 17.600 HKD. Dies führt manchmal dazu, dass Angestellte eine Gehaltserhöhung ablehnen, da sie dann am freien Markt eine weitaus teurere Wohnung suchen müssten. Obwohl es keine Slums gibt leben ungefähr 100.000 Menschen in menschenunwürdigen Unterkünften, davon 10.000 in Wohnkäfigen mit einer Fläche von eineinhalb Quadratmetern.